# Ruth Kennedy
Ruth Kennedy (verheiratete Patten; * 13. Januar 1957) ist eine ehemalige britische Sprinterin.
In der 4-mal-400-Meter-Staffel siegte sie 1974 bei den British Commonwealth Games in Christchurch mit dem englischen Team und kam bei den Leichtathletik-Europameisterschaften in Rom mit der britischen Mannschaft auf den sechsten Platz.
Bei den Commonwealth Games 1978 in Edmonton verteidigte sie mit der englischen 4-mal-400-Meter-Stafette den Titel.
1982 wurde sie Englische Hallenmeisterin über 200 m, 1984 über 400 m.

## Bestzeiten
- 200 m: 23,7 s, 16. Juni 1974, Nottingham
  - Halle: 23,79 s, 6. März 1982, Mailand
- 400 m: 52,83 s, 10. Juli 1979, Dublin
  - Halle: 53,47 s, 14. Januar 1984, Cosford